# Абушахметов, Александр Вениаминович
Александр Вениаминович Абушахметов (21 июля 1954, Фрунзе — 10 июня 1996, Москва) — советский и российский фехтовальщик, мастер спорта СССР международного класса. Завоевал бронзовую медаль в командной шпаге на Олимпийских играх 1980. Обладатель Кубка Мира по фехтованию 1978 года.

## Биография
Родился в Фрунзе. Учился в Киргизском государственном институте физической культуры. В 1977 и 1981 годах стал победителем чемпионата СССР в личном первенстве среди шпажистов. Помимо успешной московской олимпиады принял участие в Олимпийских играх 1976 в Монреале, где в составе сборной СССР занял 5-е место в командном первенстве. Участвовал в чемпионатах мира, в командном первенстве завоевал несколько медалей различного достоинства.
По словам многолетнего тренера сборной СССР О. П. Пузанова, обладал «широким арсеналом технико-тактических приёмов». Павел Колобков, который оказался в фехтовании благодаря Абушахметову, вспоминал, что последний «в своё время считался лучшим фехтовальщиком мира, но не имеющим результата».